# Distretto di Laredo
Il distretto di Laredo  è uno degli undici distretti della provincia di Trujillo, in Perù. Si trova nella regione di La Libertad e si estende su una superficie di 335,44  chilometri quadrati.